# Улица Удальцова (Москва)
У́лица Удальцо́ва — улица в Западном административном округе города Москвы на территории районов Проспект Вернадского и Раменки.

## История
Улица получила своё название 17 февраля 1962 года в память об экономисте И. Д. Удальцове (1885—1958), ректоре МГУ им. М. В. Ломоносова в 1928—1930 годах.

## Расположение
Улица Удальцова проходит от Ленинского проспекта на северо-запад, пересекает проспект Вернадского, проходит вдоль юго-западной границы парка 50-летия Октября, на этом участке с юго-запада к ней примыкают Боровское шоссе (фактически пересекаются, поскольку начинающаяся напротив Боровского шоссе аллея в парке является его бывшим участком) и улица Коштоянца, далее с востока к ней примыкает улица Раменки, улица Удальцова проходит до Мичуринского проспекта вблизи его пересечения реки Раменки. По участку от улицы Коштоянца до улицы Раменки проходит граница между районами Проспект Вернадского и Раменки, участок улицы к югу от улицы Коштоянца расположен на территории района Проспект Вернадского, участок к северу от улицы Раменки — на территории района Раменки. Нумерация домов начинается от Ленинского проспекта.

## Примечательные здания и сооружения
По нечётной стороне:
- № 1 — бизнес-центр «Удальцова Плаза».

По чётной стороне:
- № 4 — жилой дом. Здесь в 1966—2000 годах жила актриса Надежда Федосова[4].
- № 10 — жилой дом. Здесь жил физик и математик Ю. М. Широков[5].
- № 12 — жилой дом. Здесь жил живописец Ефрем Зверьков[6].
- дома 40-54 — Новая Олимпийская Деревня.

## Транспорт

### Автобус
- 120: от Мичуринского проспекта до улицы Михаила Певцова и обратно.
- 153: от Ленинского проспекта до проспекта Вернадского.
- 172: от Ленинского проспекта до улицы Михаила Певцова и обратно.
- 325: от Мичуринского проспекта улицы Раменки и обратно.
- 616: от улицы Коштоянца до проспекта Вернадского.
- 661: от Ленинского проспекта до улицы Раменки и обратно.
- 715: от улицы Раменки до проспекта Вернадского и от улицы Коштоянца до улицы Раменки.
- 793: от улицы Коштоянца до проспекта Вернадского.
- с17: от проспекта Вернадского до улицы Коштоянца и обратно.
- с163: от Ленинского проспекта до улицы Михаила Певцова и от проспекта Вернадского до Ленинского проспекта.

### Метро
- Станции метро «Мичуринский проспект» Солнцевской линии и «Мичуринский проспект» Большой кольцевой линии (соединены переходом) — расположены у северного конца улицы.
- Станции метро «Проспект Вернадского» Сокольнической линии и «Проспект Вернадского» Большой кольцевой линии (соединены переходом) — на пересечении с проспектом Вернадского.
- Станции метро «Новаторская» Троицкой линии и «Новаторская» Большой кольцевой линии (соединены переходом) — расположены неподалёку от южного конца улицы.